# Masomah Ali Zada
Masomah Ali Zada (auch Alizada) (* 11. März 1996 in Kabul) ist eine afghanische Radrennfahrerin. 2021 wurde sie für das Refugee Olympic Team zur Teilnahme an den Olympischen Spielen in Tokio nominiert.

## Werdegang
Masomah Ali Zada wurde in Kabul, der Hauptstadt Afghanistans, geboren, verbrachte aber ihre frühen Jahre im Exil im Iran. Sie gehört zur Hazara-Minderheit. Nach ihrer Rückkehr nach Kabul studierte sie Sport und arbeitete als Sportlehrerin. Trotz der Ablehnung von konservativen Kreisen begann sie, mit einer Gruppe anderer junger Frauen Rad zu fahren, und wurde in die Radnationalmannschaft aufgenommen. 2014 startete sie bei den Asienmeisterschaften im Straßenrennen der Juniorinnen, konnte es aber nicht beenden.
Das Training in Kabul erfolgte unter schwierigen Bedingungen, da die Frauen beschimpft oder mit Steinen oder Müll beworfen wurden. 2013 wurde eine Fahrerin absichtlich angefahren und verletzt. Deshalb verlegten die Sportlerinnen ihr Training schließlich in den frühen Morgen oder auf den späten Abend. Der Fernsehsender Arte veröffentlichte 2016 die Dokumentation Les Petites Reines de Kaboul (Rennrad statt Burka) über die Sportlerinnengruppe um Masomah Ali Zada.
Im Jahr 2016 wurde der Druck auf Ali Zada so stark, dass sie mit ihrer Familie – Eltern, Schwester und drei Brüder – Afghanistan verließ und Asyl in Frankreich beantragte. Sie nahm dort ein Studium des Bauingenieurwesens an der Universität in Lille auf, wo sie mit ihrer Schwester lebt. 2020 erhielt sie eine Refugee Athlete Scholarship. Im Juni 2021 wurde sie für das Refugee Olympic Team nominiert. Zur Vorbereitung auf die Spiele, bei denen sie im Einzelzeitfahren starten sollte, trainierte sie am World Cycling Centre im schweizerischen Aigle.
Bei den Olympischen Spielen kam Ali Zada im Einzelzeitfahren mit fast 14 Minuten Rückstand auf die Olympiasiegerin Annemiek van Vleuten ins Ziel und wurde Letzte des Rennens. Das Ergebnis sei ihr nicht so wichtig: „Allein, dass ich hier bin, ist eine Botschaft von Hoffnung und Frieden. Und diese möchte ich verbreiten.“